# Jan Mulder

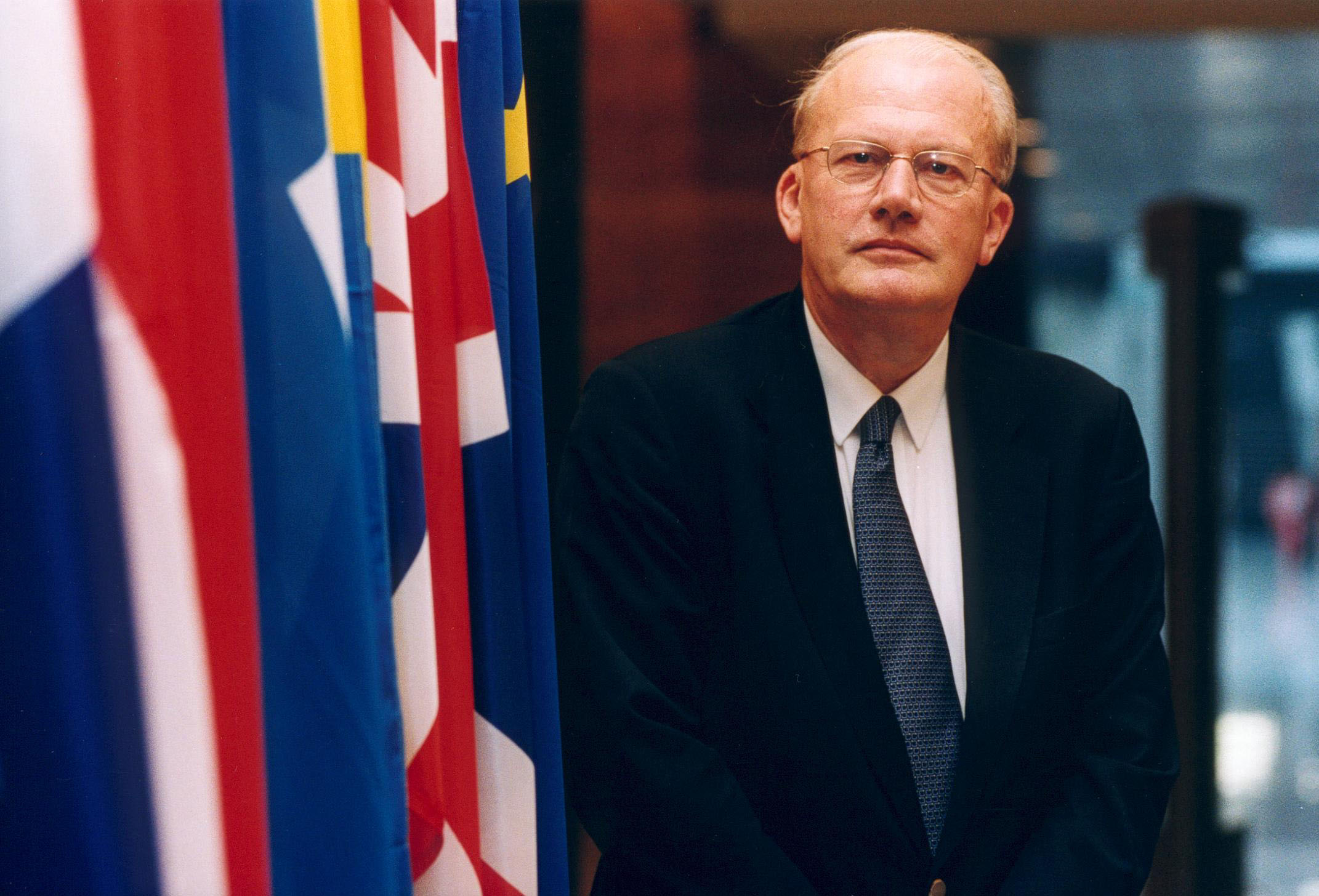
Jan Mulder

Jan Mulder (n. 3 octombrie 1943, Diever⁠(d), Drenthe, Țările de Jos) este un om politic neerlandez, membru al Parlamentului European în perioada 1999-2004 din partea Țărilor de Jos.
1. 1 2  Deputații în Parlamentul European